# ヘンリー・ハワード (第3代エフィンガム伯爵)

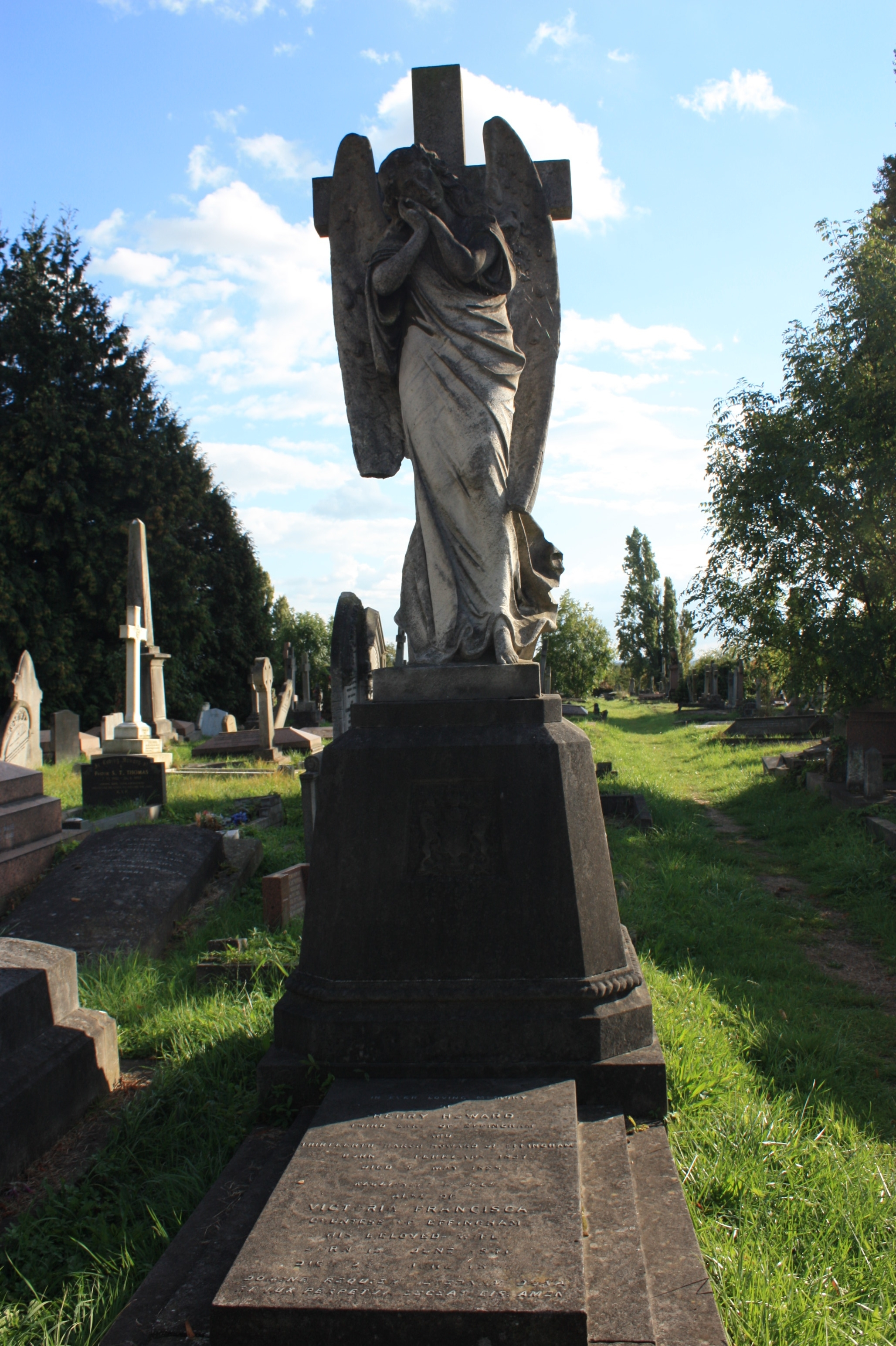
ケンサル・グリーン墓地にある第3代エフィンガム伯爵の墓、2014年撮影。

第3代エフィンガム伯爵ヘンリー・ハワード（英語: Henry Howard, 3rd Earl of Effingham、1837年2月7日 – 1898年5月4日）は、イギリスの貴族。1845年から1889年までハワード卿の儀礼称号を使用した。

## 生涯
第2代エフィンガム伯爵ヘンリー・ハワードと妻イライザ（Eliza、旧姓ドラモンド（Template:Drummond）、1811年ごろ – 1894年2月27日、サー・ゴードン・ドラモンドの娘）の長男として、1837年2月7日に生まれた。ハーロー校で教育を受けた後、1855年6月7日にオックスフォード大学クライスト・チャーチに入学した。
1858年5月17日にオックスフォードシャー・ヨーマンリー連隊のコルネット（騎兵少尉）に任命され、1872年6月1日に辞任した。
1876年12月21日、オックスフォードシャーの副統監に任命された。
1889年2月5日に父が死去すると、エフィンガム伯爵位を継承した。貴族院では自由統一党に属した。
長く苦しい闘病生活ののち、1898年5月4日にサックヴィル・ストリートのサックヴィル・ホテル（Sackville Hotel）で死去、7日にケンサル・グリーン墓地に埋葬された。息子ヘンリー・アレクサンダー・ゴードンが爵位を継承した。

## 家族
1865年10月31日、ヴィクトリア・フランチェスカ・ボイヤー（Victoria Francesca Boyer、1899年6月20日没、A・ボイヤーの娘）と結婚、1男をもうけた。
- ヘンリー・アレクサンダー・ゴードン（1866年8月15日 – 1927年5月6日） - 第4代エフィンガム伯爵[6]